# Estado Islâmico (Somália)
Estado Islâmico na Somália  ou Abnaa ul-Calipha é um ramo do Estado Islâmico que opera principalmente nas áreas montanhosas de Puntland, embora tenha também reivindicado a responsabilidade por vários ataques terroristas em todo o restante da Somália. Liderado pelo xeique Abdul Qadir Mumin, estima-se que o grupo tenha até 300 combatentes ativos. Desde sua formação, o Estado Islâmico provavelmente conseguiu assumir o controle de um território pequeno e esparsamente povoado na hinterlândia montanhosa do norte da Somália, embora não tenha sido reconhecida como província oficial (Wilayat) pela liderança central do Estado Islâmico até dezembro de 2017. Desde então, tem sido, por vezes, chamado Wilayat al Somal ("Província da Somália") pela mídia pró-Estado Islâmico. O Estado Islâmico na Somália é também inimigo declarado do al-Shabaab, que considera o grupo como uma ameaça significativa à sua própria predominância entre as facções jihadistas na Somália.

## História

### Origens e formação
As origens do Estado Islâmico na Somália remontam a 2012, quando Abdul Qadir Mumin foi enviado pela liderança do al-Shabaab para seu remoto posto avançado em Puntland, longe das principais áreas de operação do grupo terrorista no sul da Somália. Como um clérigo com pouca experiência militar, o papel de Mumin em Puntland era originalmente atrair recrutas para o grupo local do al-Shabaab, numericamente pequeno e militarmente fraco, que era liderado por Mohamed Said Atom na época. No decorrer da Campanha de Galgala em 2014, no entanto, Atom desertou para o governo, e Mumin foi forçado a assumir o controle do grupo de Puntland. Isolado no norte remoto e sentindo-se cada vez mais distanciado do al-Shabaab, Mumin começou a se considerar mais independente.
Enquanto isso, o Estado Islâmico lançou uma campanha de propaganda para convencer o al-Shabaab a unir-se a eles, que foi "recusada colericamente" pela liderança central do al-Shabaab. Apesar disso, vários grupos de membros do al-Shabaab consideraram a ideologia do Estado Islâmico atraente ou viram essa nova organização jihadista como uma maneira de desafiar a liderança do al-Shabaab. Assim, vários pequenos grupos pró-Estado Islâmico surgiram no sul da Somália. No entanto, isso não foi tolerado pela organização somali, que divulgou declarações condenando os dissidentes e ordenando que seu serviço de segurança interna Amniyat prendesse ou matasse elementos pró-Estado Islâmico, tal como a facção de Hussein Abdi Gedi no Médio Juba. 
Mumin, no entanto, há muito insatisfeito com sua situação, jurou bay'ah a Abu Bakr al-Baghdadi e ao Estado Islâmico em outubro de 2015. Isso causou uma violenta divisão dentro do al-Shabaab de Puntland, já que apenas 20 dos 300 combatentes islamistas locais se juntaram a Mumin.  enquanto os partidários do al-Shabaab tentaram assassinar esses desertores. O pequeno grupo de Mumin passou a formar o Abnaa ul-Calipha, mais conhecido como Estado Islâmico na Somália, e a fugir de seus antigos comparsas, enquanto recrutava novos membros para sua causa. Al-Baghdadi e a liderança do Estado Islâmico não reconheceram o bay'ah de Mumin, preferindo esperar e ver como o Estado Islâmico na Somália arranjaria-se.  Enquanto o grupo de Mumin no norte conseguiu sobreviver, a situação das forças pró-Estado Islâmico no sul da Somália, consequentemente, tornou-se ainda mais precária. Em dois incidentes notáveis em novembro e em dezembro de 2015, o al-Shabaab atacou e destruiu duas das mais importantes células do Estado Islâmico no sul, a saber, as de Bashir Abu Numan e as de Mohammad Makkawi Ibrahim. As forças pró-governo, como as Forças Armadas da Somália, e Ahlu Sunna Waljama'a também afirmaram ter alvejado grupos do sul do país. Como resultado, as forças do Estado Islâmico no sul da Somália permaneceram muito fracas,  e aquelas que sobreviveram aceitaram a autoridade de Mumin ao longo do tempo, tornando-se formalmente parte do Estado Islâmico na Somália. 

### Aumento de poder e campanha de Qandala

Uma bandeira variante do Estandarte Negro usual do Estado Islâmico na Somália, que às vezes também é usada pelo grupo.

Em março de 2016, uma célula do Estado Islâmico na Somália ao sul de Puntland foi perseguida pelos combatentes do al-Shabaab em Mudug; os perseguidores foram, no entanto, atacados e completamente derrotados pelos soldados da Força Dervixe da Puntlândia e da Força de Segurança de Galmudug, permitindo, assim, inadvertidamente, que os militantes do Estado Islâmico escapassem com segurança. Nos meses seguintes, os partidários de Mumin aumentaram sua força e, em abril de 2016, estabeleceram um campo de treinamento temporário chamado Bashir Abu Numan, um membro do Estado Islâmico que havia sido morto pelo al-Shabaab em novembro de 2015. Em um dos vídeos de propaganda do grupo, Mumin abençoou a base improvisada como o "primeiro acampamento do califado na Somália". Em 25 de abril, o Estado Islâmico na Somália também realizou seu primeiro ataque às forças do governo, quando um de seus combatentes detonou um artefato explosivo improvisado contra um veículo da AMISOM em Mogadíscio. Em agosto de 2016, a organização de Mumin contudo permanecia muito pequena, provavelmente abaixo dos 100 militantes, e ainda não estava muito ativa. Entretanto, segundo o Departamento de Estado dos Estados Unidos, o Estado Islâmico na Somália começou a expandir-se em tamanho sequestrando e doutrinando meninos entre dez e quinze anos e empregando-os como crianças-soldados.
Em outubro de 2016, o Estado Islâmico na Somália havia reivindicado menos de uma dezena de ataques desde a sua fundação, mostrando que o grupo ainda era relativamente fraco. Não obstante, o fato de que muitos desses ataques terem ocorrido em Mogadíscio indicava que o grupo havia se tornado capaz de operar em toda a Somália, não apenas em suas regiões centrais em Puntland. Especialistas também estimaram que a célula de Mumin cresceu significativamente para até 300 combatentes. Em 26 de outubro, o grupo finalmente lançou sua primeira grande operação, visando a importante cidade portuária de Qandala. A cidade tinha significado tanto simbólico quanto estratégico, pois poderia permitir ao Estado Islâmico na Somália reforçar seu apoio local e receber mais suprimentos a partir do Iêmen. Os combatentes do Estado Islâmico conseguiram invadir a cidade, encontrando pouca resistência, e depois controlaram-a de forma amplamente incontestada até 3 de dezembro. Nesse dia, a Força de Segurança da Puntlândia lançou uma contra-ofensiva, e após quatro dias de combates esporádicos, retomou Qandala em 7 de dezembro de 2016. As tropas de Mumin foram forçadas a recuar para El Ladid, uma aldeia a 30 quilômetros ao sul de Qandala, onde as forças do governo mais uma vez os atacaram e os dispersaram em 18 de dezembro. No geral, o Estado Islâmico na Somália sofreu inúmeras baixas durante a campanha de Qandala, mas mesmo assim obteve uma vitória simbólica, tendo capturado e mantido uma cidade importante por mais de um mês.  Tendo estabelecido um novo quartel-general nas Montanhas al-Mishkat, o grupo conseguiu atrair novos recrutas, a maioria crianças e órfãos, embora também alguns novos desertores do al-Shabaab. Além disso tornou-se de modo geral mais ativo. 

### Expansão dos ataques terroristas e anúncio do Wilayat al Somal

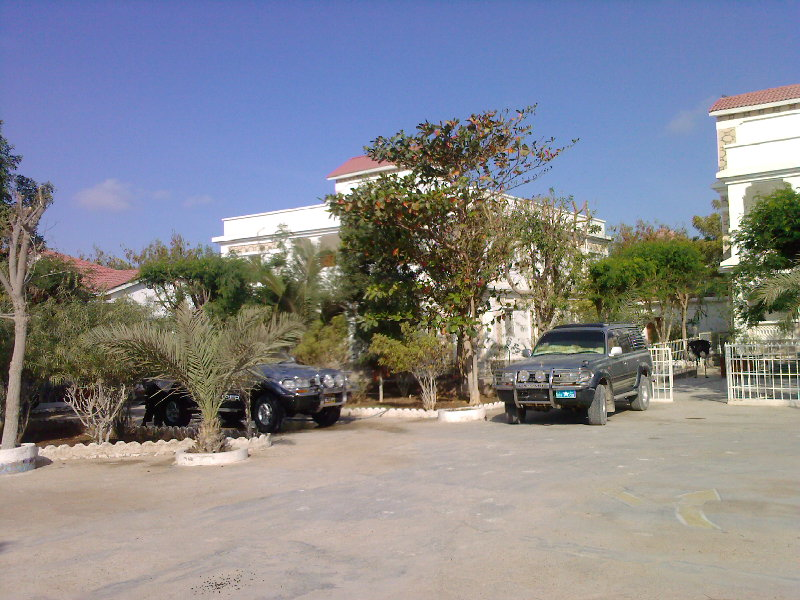
O Estado Islâmico na Somália lançou um ataque mal sucedido no Village Hotel em Bosaso em fevereiro 2017.

Ademais, a campanha de Qandala fez com que o governo de Puntland e a União Africana levassem o Estado Islâmico na Somália mais a sério, com ambos tomando mais medidas para combater a crescente força do grupo.  Em 8 de fevereiro de 2017, o Estado Islâmico na Somália lançou um grande ataque em Puntland, com vários militantes do grupo atacando o Village Hotel em Bosaso. Um tiroteio feroz seguiu-se, com os guardas do hotel por fim repelindo os atacantes. Pelo menos quatro guardas e dois combatentes do Estado Islâmico na Somália morreram durante os combates. Em 28 de março de 2017, o Estado Islâmico na Somália emboscou um comboio de soldados de Puntland perto de Qandala. Os atacantes recuaram para as colinas depois de infligir duas baixas para as forças do governo. No dia 16 de abril, o grupo ocupou a aldeia de Dasan, perto de Qandala, embora a tenha abandonado depois de algumas horas. O Estado Islâmico na Somália também foi responsabilizado por uma bomba na estrada de Galgala em 23 de abril, que matou oito soldados e feriu outros três. Em 23 de maio de 2017, o Estado Islâmico na Somália realizou um atentado suicida, possivelmente o primeiro ataque suicida do grupo. Quando o homem-bomba tentou se aproximar do Hotel Juba em Bosaso, ele foi parado em um posto de controle militar, motivando-o a detonar seus explosivos, matando cinco e ferindo doze.
Em junho de 2017, um oficial militar de Puntland alegou que o Estado Islâmico na Somália havia sido reduzido a cerca de 70 combatentes ativos e que sustentava-se roubando alimentos e gado das comunidades locais. O especialista regional Matthew Bryden, por outro lado, afirmou que o grupo ainda possuía até 300 combatentes e que havia se entrincheirado nas montanhas do leste de Galaga, onde obteve o apoio de algumas comunidades locais que se sentiram ignoradas pelo governo. Os observadores também notaram que o Estado Islâmico na Somália aumentou significativamente sua produção de material propagandístico em uma tentativa de influenciar os habitantes marginalizados e os jihadistas internacionais para o seu lado. No final de 2017, as Nações Unidas estimaram que o grupo de Mumin tinha cerca de 200 combatentes fortes.
Em novembro de 2017, os Estados Unidos lançaram seus primeiros ataques aéreos ao Estado Islâmico na Somália, matando vários membros do grupo no Vale do Buqo, a leste de Bosaso. Entretanto, não conseguiram matar Mumin, que tinha sido o principal alvo dos bombardeios. Os observadores notaram que esses ataques aéreos indicavam que as forças armadas estadunidenses haviam percebido o Estado Islâmico na Somália como uma ameaça considerável à estabilidade da região. Em 25 de dezembro, o Estado Islâmico lançou um vídeo propagandístico anticristão sob o nome "Cacem-os, ó Monoteístas", no qual o Estado Islâmico na Somália era chamado Wilayat al Somal (Província da Somália), aparentemente elevando o grupo a uma província oficial do autoproclamado califado mundial. Desde então, no entanto, o novo nome não tem sido consistentemente aplicado ao grupo pela mídia pró-Estado Islâmico.
Enquanto isso, o Estado Islâmico na Somália começou a lançar tentativas de assassinato na região em torno de Mogadíscio a partir de novembro de 2017, com a cidade Afgooye sendo a mais afetada.  Em maio de 2018, o grupo havia realizado onze ataques e matado 23 pessoas que trabalhavam para o governo, tais como agentes de inteligência, soldados, oficiais e policiais. Em resposta a esses ataques, a Agência Nacional de Inteligência e Segurança começou a prender suspeitos de serem membros do grupo em Mogadíscio e arredores. O Estado Islâmico na Somália também sequestrou nove pessoas na região em torno de Qandala em janeiro de 2018, incluindo alguns soldados de folga. A milícia mais tarde torturou e decapitou pelo menos três deles, deixando-os ao longo de uma estrada para serem encontrados pelos transeuntes.

## Organização
O Estado Islâmico na Somália é liderado por Abdul Qadir Mumin, cujo papel para a continuidade da existência do grupo foi considerado extremamente importante. Descrito como "eloquente e persuasivo, [...] muito experiente e sofisticado", Mumin está profundamente envolvido no jihadismo internacional e é considerado um líder terrorista extremamente perigoso. Após relatos divulgados em junho / julho de 2017 de que Abu Bakr al-Baghdadi havia sido morto, o especialista em terrorismo Candyce Kelshall chegou a especular que Mumin poderia se sentir tentado a declarar-se como o novo califa do Estado Islâmico. O controle direto de Mumin está limitado às forças islamistas no norte da Somália. Embora as células pró-Estado Islâmico nas partes do sul do país tenham provavelmente aceitado Mumin como seu líder oficial, a relação exata entre os grupos norte e sul do Estado Islâmico permanece incerta. É possível que os últimos tenham apenas ligações nominais com o ramo do norte ou nenhum contato real. De qualquer forma, as células do sul permanecem em sua maioria fracas e existem em um estado precário, constantemente ameaçadas pela al-Shabaab.  A grande maioria dos membros do Estado Islâmico na Somália são somalis, com apenas alguns mujahideen estrangeiros combatendo pelo grupo, incluindo pelo menos um sudanês, alguns iemenitas,  e dois etíopes.
Embora seja provável  que o Estado Islâmico na Somália controle um território relativamente pequeno no interior montanhoso de Puntland, o grupo não é conhecido por ter tentado criar algo parecido com um governo em qualquer ponto de sua existência. As áreas atuais do Estado Islâmico na Somália são apenas muito escassamente povoadas ou não povoadas de modo absoluto,  enquanto a população civil de Qandala fugiu completamente durante sua ocupação pelos militantes. O grupo é conhecido por usar cavernas como esconderijos.

### Abastecimento, suporte e aliados
Em seu esforço para aumentar sua força militar, o Estado Islâmico na Somália é auxiliado pelo fato de o governo de Puntland possuir apenas um controle limitado sobre seu interior, ao mesmo tempo em que seu exército está sobrecarregado. As áreas periféricas são, portanto, em grande parte ignoradas pelas forças de segurança e, em vez disso, dirigidas por milícias tribais rebeldes. Como resultado, os clãs locais (incluindo o próprio Mumin, o Majeerteen Ali Saleban) são afligidos pela sua percepção de marginalização pelo governo e, em alguns casos, dispostos a apoiar o Estado Islâmico na Somália. Tais elementos insatisfeitos são os únicos a partir do qual o grupo recebe suprimentos e recruta novos membros. Também houve relatos, no entanto, de que o Estado Islâmico na Somália invade as comunidades que não fornecem alimentos e outras necessidades, e sequestram crianças para doutriná-las e treiná-las como crianças-soldados.
O grupo também é diretamente apoiado pelo Estado Islâmico no Iêmen, que é conhecido por ter enviado conselheiros, treinadores, dinheiro, armas e outros materiais. As Nações Unidas também afirmaram em novembro de 2017 que o Estado Islâmico na Somália recebe assistência direta de oficiais do Estado Islâmico na Síria e no Iraque. No contrabando de combatentes e suprimentos através do Golfo de Áden, o Estado Islâmico na Somália opera em estreita colaboração com os piratas somalis, a saber, a Rede de Pirataria Hobyo-Haradhere, de Mohamed Garfanje, e outro grupo não identificado, baseado em Qandala. Esses piratas, no entanto, também fornecem ao rival do Estado Islâmico na Somália em Puntland, al-Shabaab, armas e outros materiais.
Além disso, o Estado Islâmico na Somália tem sido apoiado pelo "operador financeiro" Mohamed Mire Ali Yusuf (muitas vezes chamado de Mire Ali) que forneceu ao grupo dinheiro e suprimentos através de duas empresas, ambas localizadas em Bosaso até 2016: Liibaan Trading, uma empresa de comercialização de gado, e Companhia Comercial Al-Mutafaq. O Departamento do Tesouro dos Estados Unidos designou Mire como terrorista e sancionou dois de seus negócios em fevereiro de 2018.